# Fakulta materiálově-technologická VŠB-TUO
Fakulta materiálově-technologická (FMT, do roku 2018 Fakulta metalurgie a materiálového inženýrství, FMMI) je jedna z sedmi fakult Vysoké školy báňské – Technické univerzity Ostrava (VŠB–TUO). Fakulta je univerzitní institucí integrující výuku a výzkum v materiálových, metalurgických, chemických, ekonomických a ekologických oborech. Fakulta poskytuje studijní programy v bakalářském, (navazujícím) magisterském i doktorském stupni studia. Studenti jsou vyučováni ve všech úrovních studia formou prezenčního i kombinovaného studia. 

## Historie
- 1951: VŠB rozdělena na dvě fakulty – vznik Hutnické a Hornické fakulty
- 1991: v důsledku rozšíření studijních oborů a kateder došlo k přejmenování Hutnické fakulty na Fakultu metalurgie a materiálového inženýrství (FMMI)
- 2018: Fakulta materiálově-technologická (FMT), změna názvu spojená se snahou o směřování k lepšímu vzdělávání, výzkumu a inovacím

## Členění
Součástí fakulty jsou tyto katedry a pracoviště:
- Regionální materiálově technologické výzkumné centrum RMTVC (606)
- Katedra ochrany životního prostředí v průmyslu (616)
- Katedra chemie (617)
- Katedra metalurgie a slévárenství (618)
- Katedra fyzikální chemie a teorie technologických procesů (619)
- Katedra materiálů a technologií pro automobily (632)
- Katedra tváření materiálu (633)
- Katedra ekonomiky a managementu v průmyslu (634)
- Katedra tepelné techniky (635)
- Katedra materiálového inženýrství (636)
- Katedra neželezných kovů, rafinace a recyklace (637)
- Katedra automatizace a počítačové techniky v průmyslu (638)
- Katedra managementu kvality (639)

## Studijní programy a obory

### Bakalářské studijní programy a obory
- Materiálové inženýrství
- Materiálové technologie a recyklace
- Moderní produkce a zpracování kovových materiálů
- Umělecké slévárenství
- Tepelně energetické inženýrství
- Materiály a technologie pro automobilový průmysl
- Nanotechnologie
- Chemické a environmentální inženýrství
- Management kvality a řízení průmyslových systémů
  - specializace Management kvality
  - specializace Ekonomika a management v průmyslu
  - specializace Počítačové řídicí systémy v průmyslu

### Navazující magisterské studijní programy a obory
- Metalurgické inženýrství
  - specializace Moderní technologie výroby kovů
  - specializace Slévárenské technologie
  - specializace Tváření progresivních kovových materiálů
- Tepelně energetické inženýrství
- Materiálové inženýrství
  - specializace Progresivní technické materiály
  - specializace Materiálové technologie a recyklace
- Materiály a technologie pro automobilový průmysl
- Biomechanické inženýrství
- Chemické a environmentální inženýrství
  - specializace Chemické inženýrství
  - specializace Environmentální inženýrství
  - specializace Metody analýzy pro chemické a environmentální inženýrství
- Management kvality a řízení průmyslových systémů
  - specializace Management kvality
  - specializace Ekonomika a management v průmyslu
  - specializace Inteligentní řídicí systémy v průmyslu
- Nanotechnologie

### Doktorské studijní programy a obory
- Materiálové vědy a inženýrství
- Metalurgie
  - obor Chemická metalurgie
  - obor Metalurgická technologie
  - obor Tepelná technika a paliva v průmyslu
- Řízení průmyslových systémů
- Procesní inženýrství
  - Procesní inženýrství

## Vedení fakulty
- prof. Ing. Jana Dobrovská, CSc. – děkanka
- prof. Ing. Ivo Schindler, CSc. – proděkan pro strategii a rozvoj
- prof. Ing. Miroslav Kursa, CSc. – proděkan pro vědu a výzkum
- doc. Ing. Kamila Janovská, Ph.D. – proděkanka pro pedagogickou činnost
- doc. Ing. Adéla Macháčková, Ph.D. – proděkanka pro vnější vztahy
- Ing. Anděla Kojdecká – tajemnice
- doc. Ing. Petr Lichý, Ph.D. – předseda akademického senátu